# کریس نیوتون
کریس نیوتون (انگلیسی: Chris Newton؛ زادهٔ ۲۹ سپتامبر ۱۹۷۳) دوچرخه‌سوار اهل بریتانیا است.
وی در مسابقات کشوری و بین‌المللی در مجموع برندهٔ ۲ مدال طلا، ۷ مدال نقره، ۴ مدال برنز شده‌است.